# NBA 2K20
NBA 2K20 es un videojuego de simulación de baloncesto desarrollado por Visual Concepts y publicado por 2K Sports , basado en la National Basketball Association (NBA). Es la entrega número 21 de la franquicia NBA 2K, la sucesora de NBA 2K19 y la predecesora de NBA 2K21. Anthony Davis, de Los Angeles Lakers, es el atleta de portada de la edición regular del juego, mientras que Dwyane Wade es el atleta de portada de la 'Legend Edition'. NBA 2K20 se lanzó el 6 de septiembre de 2019 para Microsoft Windows, Nintendo Switch, PlayStation 4 y Xbox One, y el 18 de noviembre de 2019 para Stadia.

## Desarrollo y Lanzamiento

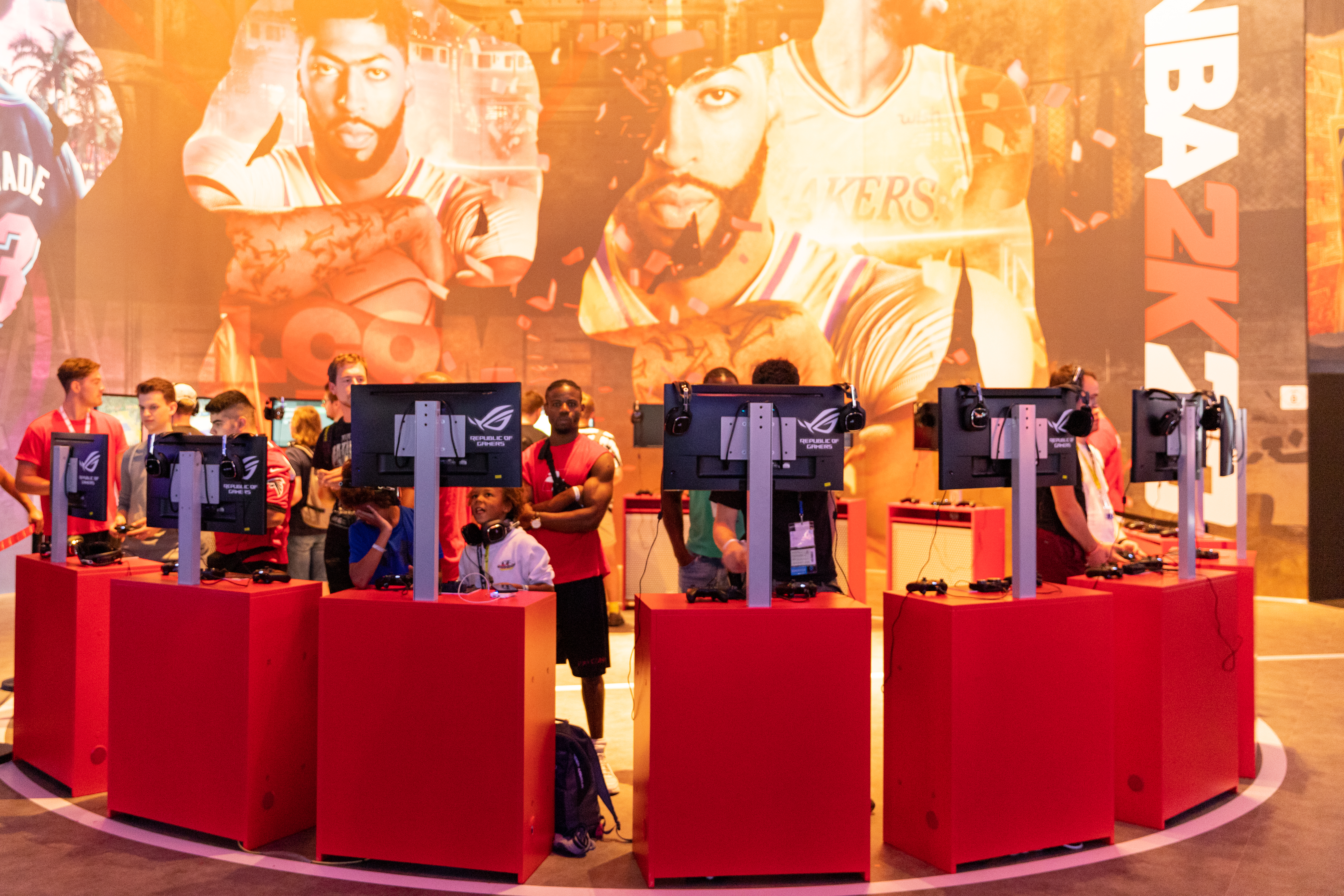
Puesto del Videojuego NBA 2K20 en la Gamescom 2019

NBA 2K20 se anunció oficialmente en la primavera de 2019 con una fecha de lanzamiento fijada para el 6 de septiembre de 2019. Las portadas se revelaron el 1 de julio de 2019, aunque ambas se filtraron antes. Aunque Davis aparece en el juego como miembro de los Lakers, usa una camiseta genérica en la portada porque fue lanzada antes de que Davis fuera cambiado oficialmente de los New Orleans Pelicans a Los Angeles Lakers. Davis fue uno de los tres jugadores en la portada de NBA 2K16. [3] Las tres versiones del juego tenían bonificaciones de reserva. Fue lanzado para Stadia, Microsoft Windows, Nintendo Switch, Android, PlayStation 4 y Xbox One.
La Xbox One S y Xbox One X recibirán edición especial de paquetes, que incluirá una descarga digital de NBA 2K20. [4] También se lanzará una versión limitada del juego para Android e iOS.

## Jugabilidad
El jugador juega principalmente juegos de la NBA con jugadores y equipos de la vida real o personalizados; los juegos siguen las reglas y objetivos de los juegos de la NBA. Hay varios modos de juego presentes y se pueden personalizar muchas configuraciones. Se pueden crear y usar hasta seis equipos de expansión en los modos MyLeague y MyGM, con la posibilidad de una liga de 36 equipos, y cualquier equipo se puede reubicar y cambiar de nombre. Si estás creando un equipo, puedes descargar camisetas y equipos creados por personas de la comunidad de la NBA.
Junto con los equipos y jugadores de la temporada actual, los juegos anteriores de la serie han presentado a equipos de la NBA de épocas pasadas, como los Chicago Bulls de 1995–96 y los Boston Celtics de 1985–86. NBA 2K20 agrega seis equipos más, como los Cleveland Cavaliers 2015-16 y los San Antonio Spurs 2013-14.
Al igual que con otros juegos de la serie, los programas previos al juego y del medio tiempo en el estudio se basan en presentaciones reales de la NBA en TNT, con Ernie Johnson, Kenny Smith y Shaquille O'Neal, y los dos últimos analistas también aparecen como jugadores en Houston Rockets 1993-94 y Orlando Magic 1994-95 / Los Angeles Lakers 2000-01 / Miami Heat 2005-06, respectivamente. Durante los juegos, los locutores son Kevin Harlan, Greg Anthony, Chris Webber, Steve Smith y Clark Kellogg, con Doris Burke y David Aldridge como los reporteros secundarios. Charles Barkley no se ha agregado al espectáculo del medio tiempo.
Por primera vez en la serie NBA 2K, se incluyen los doce equipos de la WNBA ; sin embargo, solo se pueden usar en Play Now (exhibición de un juego) y en los modos de temporada única. Incluye a Candace Parker y a otras estrellas de la WNBA. En WNBA MyLeague solo puedes hacer intercambios como crear una lista para 2k. No puedes crear una lista para la WNBA solo para la NBA. [5]
Un elemento básico de la serie, MyCareer, regresa como uno de los modos de juego disponibles. MyCareer es un modo de carrera en el que el jugador crea su propio jugador de baloncesto personalizable y juega a lo largo de su carrera de baloncesto. El modo presenta una historia (con las voces de actores, incluido Idris Elba ) que se desarrolla mientras el jugador compite en juegos y actividades fuera de la cancha. Se han revisado las herramientas de creación. The Neighborhood también regresa a MyCareer, en el que los jugadores pueden personalizar su guardarropa, hacerse cortes de pelo y tatuajes y comprar potenciadores. También pueden hacer sus entrenamientos y ejecutar simulacros para mejorar sus atributos en las instalaciones de práctica de su equipo actual. Obtienes más atributos cuando un miembro del Salón de la Fama visita tus instalaciones de práctica
Los modos de juego MyGM y MyLeague que regresan del juego, que asignan al jugador la tarea de administrar todas las operaciones de baloncesto para un equipo específico, fueron un punto de énfasis durante el desarrollo. MyGM se centra más en el realismo, mientras que MyLeague ofrece más opciones de personalización. El modo MyGM intenta introducir más interacciones de estilo de escena que los juegos anteriores en un intento de darle al modo una historia, que se denomina My GM 2.0.
NBA 2K20 nuevamente, por octava vez en la serie, presenta el modo MyTeam, un modo basado en la idea de construir el mejor equipo de baloncesto y mantener una colección de tarjetas coleccionables virtuales. Los jugadores se reúnen y juegan con su equipo en competiciones estilo torneo de baloncesto contra equipos de otros jugadores en varios formatos. Los activos de un equipo se adquieren a través de varios medios, incluidos los paquetes de cartas aleatorios y la casa de subastas. La moneda virtual (VC) se usa ampliamente en el modo. Triple Threat Offline se cambia a un formato de escalera en el que acumula ganancias para ganar premios. La dominación también ha cambiado, ahora tienes que ganar 5 estrellas en una división / sección para avanzar a la siguiente división / sección, y cada equipo ahora tiene tres dificultades para elegir, cuanto mayor sea la dificultad, más estrellas obtendrás.

## Recepción
NBA 2K20 recibió "críticas generalmente favorables" según el agregador de reseñas Metacritic.
En su revisión 7.8 / 10, IGN escribió: " NBA 2K20 habría estado mejor si se hubiera enfocado en sus modos complejos como MyLeague y limpiando MyTeam para ser menos dependiente de las microtransacciones. A pesar de eso, NBA 2K20 sigue siendo el mejor lo hace. Quizá sea hora de pedir algo mejor ".  Revolución juego dio al juego 4.5 de 5, escribiendo: " NBA 2K20 ' fantástica sensación s en los tribunales y cómo sus principales modos funcionan como se anuncia son las partes más importantes Algunas de las adiciones secundarias pueden faltar si se compara con. el pulido que se ve en el nuevo modo de historia cinematográfica, pero aún cumplen su propósito de desarrollar el paquete ". 
El juego encabezó las listas europeas de ventas de descargas